# Chrysotriclis willinkorum
Chrysotriclis willinkorum là một loài ruồi trong họ Asilidae. Chrysotriclis willinkorum được Artigas & Papavero miêu tả lần đầu tiên vào năm 1997. Loài này phân bố ở vùng Tân nhiệt đới.